# Fête de Laba
La fête de Laba (chinois simplifié : 腊八节 ; chinois traditionnel : 臘八節 ; pinyin : làbā jiē est une fête chinoise traditionnelle, célébrée le huitième jour du douzième mois du calendrier lunaire. Elle est particulièrement populaire dans le Nord du pays. Cette fête marque le commencement des célébrations du Nouvel an chinois, autrement dit le milieu de l'hiver. Dans la tradition chinoise, la fête de Laba était caractérisée par une double offrande, au ciel et à la terre d'une part, aux dieux et aux ancêtres de l'autre.

## Histoire
Le festival de Laba porte le surnom populaire de Festival de Laji (« la Fête du Sacrifice de la fin de l'année »), ce qui est une indication de son origine très ancienne et de son association avec des rituels de sacrifice qui remontent à l'Antiquité[réf. nécessaire]. D'autre part, selon les traditions bouddhistes d'Asie de l'Est, le Bouddha Sakyamuni atteignit l'éveil le huitième jour du douzième mois lunaire. Par conséquent, avec l'introduction du bouddhisme en Chine, le Festival de Laba fut également connu comme la « Journée de l'Illumination ».

## Déroulement

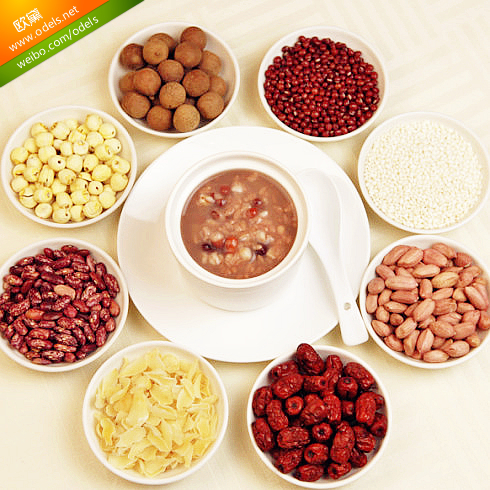
Exemple de mélange de graines et de pois, il en faut normalement huit

Mais le Festival de Laba a perdu sa connotation religieuse et est devenu une occasion pour le peuple de «faire la fête», de se réunir entre amis ou avec la famille. On le célèbre en mangeant de la bouillie Laba (喇八粥 / 臘八粥, làbā zhōu), un mélange de riz gluant, de jujubes, de marrons et de fruits. La tradition de manger de la bouillie Laba pendant la fête est vieille de plus de mille ans, et on dit qu'après la dégustation de bouillie Laba, le nouvel an est sur le point d'arriver.